# Castillo de Castellonet
El castillo de Castellonet era una fortaleza situada en el término valenciano del mismo nombre. Su único resto actual es un arco situado entre dos viviendas de la parte baja del pueblo, junto al lavadero municipal. Este arco, conocido como Puerta Albacara es bien de interés cultural.

## Descripción
A inicios del siglo XXI queda muy poco de esta fortificación, pese al simbolismo local de la misma que se refleja en el nombre de la propia población. Es posible que algunas partes del Palacio de los Marqueses de Almunia fueran antiguos elementos del castillo. En los años 1950 el arco fue desmontado y reconstruido pieza a pieza, ampliándose su ancho para posibilitar el paso de vehículos de motor.

## Historia
Castellonet es de fundación cristiana.
El castillo se presume construido en los siglos XV o XVI.
El castillo ha tenido diversos propietarios, como los Boix o los Santa Fe, acabando en manos los marqueses de Vellisca.